# 笠間肇
笠間 肇（かさま はじめ）は、元公明副代表。

## 経歴
公明党総務局長、公明党中央執行委員を歴任する。
1986年12月、公明党大会において、公明党副書記長に就任する（公明党総務局長を兼任）。
1994年12月5日、公明党解散により、公明結成に参加し、公明副代表に就任する。
1998年11月7日、公明党再結成に参加する。
2000年、公明党顧問（公明党幹部クラスのOB、石田幸四郎、市川雄一、藤井富雄、続訓弘、鶴岡洋で構成される公明党顧問団）に就任する。
2005年10月、公明党顧問を退任する。
2006年6月、公明文化協会理事に就任する。

## 役職歴
- 公明党総務局長
- 公明党中央執行委員
- 公明党総務局長
- 公明党副書記長
- 公明党顧問
- 公明副代表
- 公明文化協会理事